# Bicolorana fedtschenkoi
Bicolorana fedtschenkoi är en insektsart som först beskrevs av Henri Saussure 1874.  Bicolorana fedtschenkoi ingår i släktet Bicolorana och familjen vårtbitare. Inga underarter finns listade i Catalogue of Life.